# Fraktion der Bürgerlich-Demokratischen Partei der Bundesversammlung
Die Fraktion der Bürgerlich-Demokratischen Partei der Bundesversammlung (BD) / Groupe du parti bourgeois démocratique de l'Assemblée fédérale (BD) / Gruppo del partito borghese democratico dell'Assemblea federale (BD) war vom 2. März 2009 bis am 2. Dezember 2019 die bürgerlich-demokratische Parlamentarierfraktion der Schweizerischen Bundesversammlung. Im Parlamentsbetrieb trug die Fraktion die Abkürzung BD.

## Fraktion
Die bürgerlich-demokratische Fraktion bestand aus ehemaligen Mitgliedern der Schweizerischen Volkspartei. Ihr gehörten zuletzt 7 Nationalräte (NR)  und 1 Ständerat (SR) der Bürgerlich-Demokratischen Partei an. In den Parlamentswahlen 2019 wurden nur noch 3 Mitglieder der BDP in den Nationalrat und kein Mitglied in den Ständerat gewählt. Damit war die Voraussetzung für die Bildung einer Fraktion (mindestens 5 Mitglieder in einem Rat, Art. 61 ParlG) nicht mehr erfüllt. Die drei Parlamentarier schlossen sich mit den 38 Abgeordneten der CVP und 3 Mitgliedern der EVP zur neuen Mitte-Fraktion zusammen.
Die Bundeshausfraktion der BDP war in ihren Entscheidungen unabhängig von anderen Parteiorganen, sie stützte sich jedoch auf die Ziele und Programme der BDP. Die Nominierung der BDP-Kandidaten für die Bundesratswahlen gehörte in die alleinige Zuständigkeit der BDP-Bundeshausfraktion.

## Zusammensetzung
| Legislatur | Jahre     | Mitglieder | Ständerat | Nationalrat | Stimmenanteil NR                |
| 50.        | 2015–2019 | 8          | 1         | 7           | 4,1 %                           |
| 49.        | 2011–2015 | 10         | 1         | 9           | 5,4 %                           |
| 48.        | 2009–2011 | 6          | 1         | 5           | (gewählt als Vertreter der SVP) |